# Claudenus antipodus
Claudenus antipodus is een zakpijpensoort uit de familie van de Pyuridae. De wetenschappelijke naam van de soort is, als Ctenicella antipoda, voor het eerst geldig gepubliceerd in 1972 door Kott.